# サン・コロンバーノ・ベルモンテ
サン・コロンバーノ・ベルモンテ（伊: San Colombano Belmonte）は、イタリア共和国ピエモンテ州トリノ県にある、人口約300人の基礎自治体（コムーネ）。

## 地理

### 位置・広がり

#### 隣接コムーネ
隣接するコムーネは以下の通り。
- クオルニェ
- カニスキオ
- プラスコルサーノ

## 行政

### 分離集落
サン・コロンバーノ・ベルモンテには、以下の分離集落（フラツィオーネ）がある。
- Buasca, Cresto, Sale